# Inabune Tazawa
Inabune Tazawa (田澤 稲舟 Tazawa Inabune?,  Tsuruoka, Prefectura de Yamagata, Japón, 28 de diciembre de 1874 - ibídem, 10 de septiembre de 1896), cuyo verdadero nombre era Kin Tazawa (田澤 錦 Tazawa Kin?), fue una novelista japonesa.

## Biografía

### Primeros años

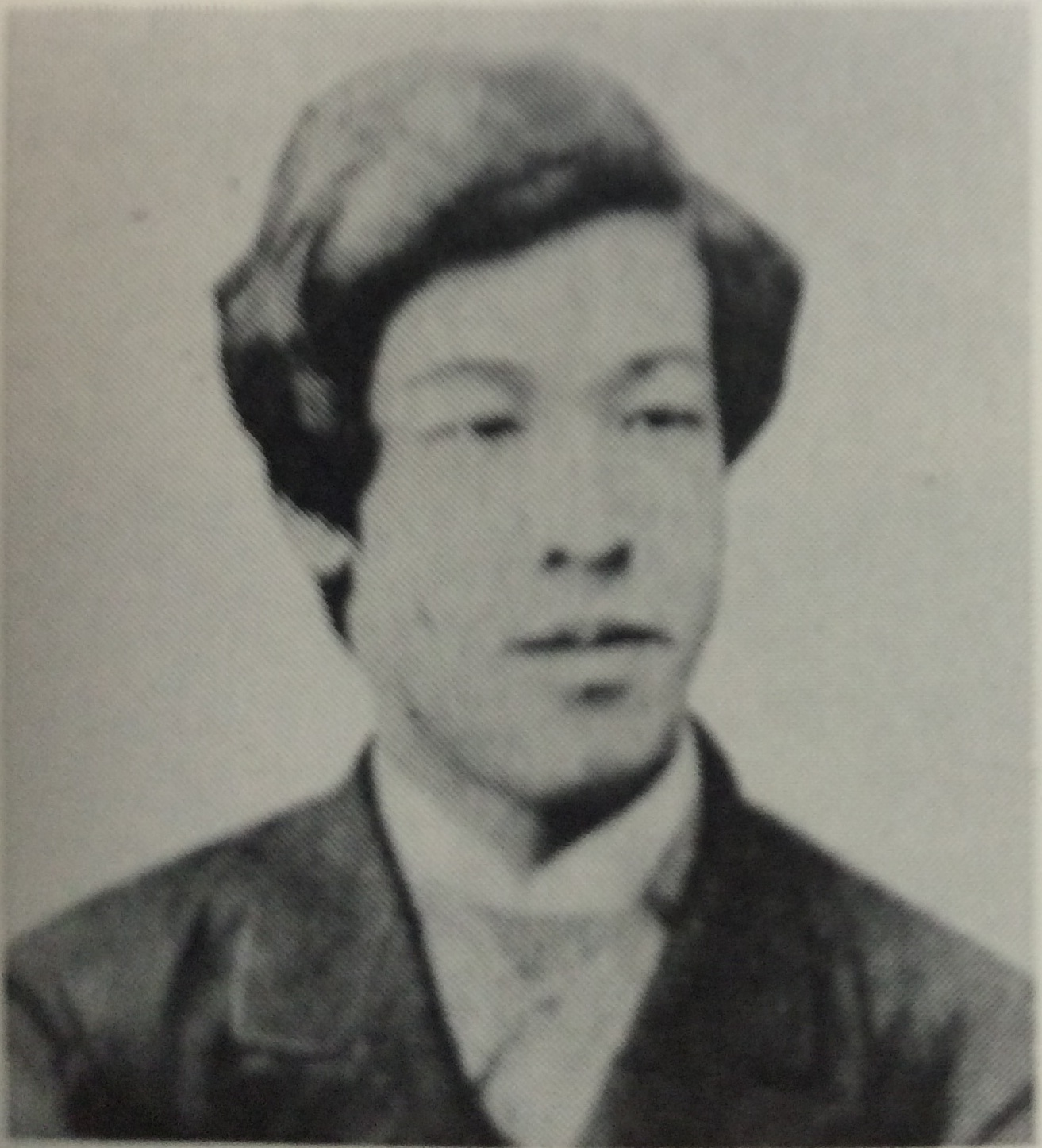
Bimyō Yamada.

Kin Tazawa nació el 28 de diciembre de 1874 en la ciudad de Tsuruoka, prefectura de Yamagata. Su padre, un médico militar, no aprobaba sus ambiciones de ser escritora. Su madre era una mujer de negocios y también tenía una hermana menor.
En 1891, Tazawa comenzó a enviar trabajos a revistas literarias y autores de la localidad. Mientras aún vivía en Tsuruoka, también comenzó a intercamiar correspondencia con el escritor Bimyō Yamada al mismo tiempo que adoptó el seudónimo de "Inafune". Se trasladó a Tokio con el supuesto propósito de asistir a la Kyōritsu Women's Occupational School, donde aprendería a pintar. Melek Ortabasi, autor de The Modern Murasaki: Writing by Women of Meiji Japan, escribió que "uno puede adivinar que la verdadera meta [de Tazawa] era mudarse a Tokio ya que su padre era estricto, y había intentado organizar un matrimonio para ella".
Se encontró con Yamada tan pronto llegó a Tokio y se matriculó en la escuela, pero no se graduó y terminó casándose con este en diciembre de 1895. Según Ortabasi, durante la vida de Tazawa "su fama tuvo al menos tanto que ver con el rumor que rodeaba su aventura con Yamada como lo hizo con su propio talento".

### Vida con Yamada y muerte
Durante su matrimonio, era bien sabido que Yamada tenía aventuras con otras mujeres. En aquel momento, la situación financiera de Yamada era bastante precaria, mientras que la familia de Tazawa era rica. Yukiko Tanaka, autora de Women Writers of Meiji and Taisho Japan: Their Lives, Works and Critical Reception, 1868-1926, afirmó que el matrimonio no se habría producido si los problemas financieros de Yamada no existieran. Tazawa vivía con la madre de este y su abuela paterna. Tenía poca habilidad en las labores domésticas, lo que dificultaba su tarea de servir a los parientes de Yamada, como era costumbre en la época.
El matrimonio atrajo el escrutinio de la prensa y después de tan solo tres meses se divorciaron, con Tazawa siendo forzada a regresar a la casa de sus padres. El periódico Yomiuri Shimbun publicó un artículo titulado Inabune Monogatari ("La historia de Inabune"), basado en el tumultuoso matrimonio. 
Tazawa continuó escribiendo incluso cuando enfermó de tuberculosis. Ortabasi afirmó que esto pudo haber acelerado su muerte. Murió el 10 de septiembre de 1896 a la edad de 21 años. Muchos periódicos informaron que Tazawa se había suicidado, mientras que otro declaró que un "trastorno mental" fue la causa de su muerte. Ortabasi comentó que la muerte de Tazawa terminó la carrera de Yamada "en su gran mayoría", porque este recibió críticas por cómo había tratado a su esposa.
Shigure Hasegawa escribió una biografía novelada sobre Tazawa como parte de Shuntaiki-Meiji Taisho shō Josei, una serie de siete volúmenes que fue serializada en Tokio Asahi. Ortabasi escribió, que, comparado con la serie del Yomiuri Shimbun, esto fue "más comprensivo". Donald Keene escribió que la muerte de Tazawa fue una de las razones por las que Yamada perdió su carrera, y declaró inexactamente que Tazawa se suicidó.

## Obras
Las siguientes obras fueron publicados antes de la muerte de Tazawa:
- Shirobara (1895) - Historia corta
- Komachi yu (1896) - Historia corta
- Shinobine (1896) - Verso libre
- Tsuki ni Utau Zange no Hitofushi (1896) - Verso libre

Obras pulicadas póstumamente:
- Godai-dō (1896)
- Yuiga-Dokuson (1897) - Su obra final